# Jean Marie Telders

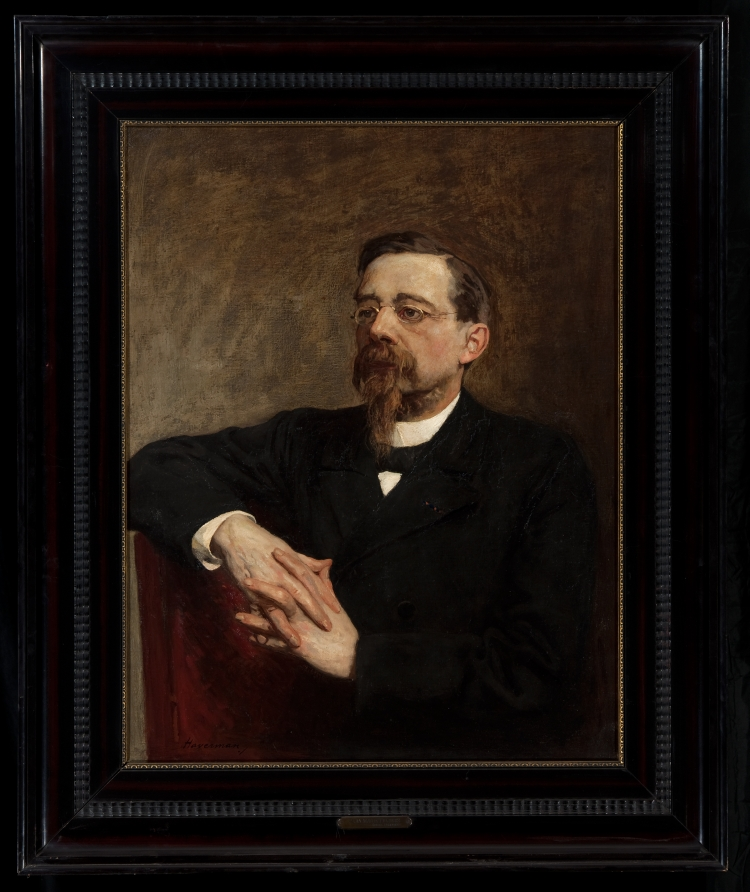
Portret van Prof. J.M.Telders door H.J. Haverman

Jean Marie Telders ('s-Hertogenbosch, 24 mei 1842 - Delft, 30 oktober 1900) was een Nederlands civiel ingenieur, ingenieur bij de Staatsspoorwegen, waterbouw-hoogleraar en directeur aan de polytechnische School te Delft. Hij behoorde tot het Nederlandse geslacht Telders  dat in 1942 werd opgenomen in het Nederland's Patriciaat.

## Levensloop
Jean Marie Telders werd in 's-Hertogenbosch geboren in 1842 en was de broer van vice-president van de Hoge Raad der Nederlanden Adriën Telders (1843-1913) en zoon van auditeur militair en president Hoog Militair Gerechtshof te Utrecht Jan Henrik Telders (1807-1878) en Johanna Josephina Vertholen (1802-1868) dochter van generaal majoor der cavalerie Johannes Vertholen (1771-1853).
Telders studeerde in aan de Koninklijke Academie te Delft af als civiel ingenieur. Hij was later bij Staatsspoorwegen betrokken bij de bouw van de Moerdijkbrug en de spoorbrug over de Rijn. In zijn functie als waterbouwkundige en hoogleraar waterbouw hield hij zich bezig met de drooglegging van de Zuiderzee en het Noordzeekanaal. In 1897 werd hij directeur van de polytechnische School te Delft. Hij ontving in 1886 de Conrad-medaille.  
Hij trad op 2 augustus 1881 in het huwelijk met Adriana Anna van der Schroef. Ze kregen drie kinderen: Jean Henri (1884), Gerarda (1888) en Florence (1889).
- Bibsys: 4103166
- Biografisch Portaal: 72431872
- Digitale Bibliotheek voor de Nederlandse Letteren: teld002
- Gemeinsame Normdatei: 1053161948
- International Standard Name Identifier: 0000 0003 8790 5138
- Nederlandse Thesaurus van Auteursnamen: 072304499
- Système universitaire de documentation: 143224883
- Virtual International Authority File: 280982066
- WorldCat: E39PBJrwV6gXhxjGtdcFKTqWjC